# سید متو شاه
سید متو شاه (به انگلیسی: Syed Matto Shah) یک روستا در پاکستان است که در ناحیه تندو محمدخان واقع شده‌است. سید متو شاه ۷۰۰ نفر جمعیت دارد و ۱۴٫۹۴ متر بالاتر از سطح دریا واقع شده‌است.